# Чемпіонат світу з біатлону 1975
14-й чемпіонат світу з біатлону пройшов у Антерсельві (Італія) у лютому 1975 року.
До програми чемпіонату увійшли 3 гонки серед чоловіків: спринт, індивідуальна гонка та естафета.

## Медалісти та призери
| Гонка:                              | Золото:                                                            | Час                         | Срібло:                                                                   | Час                               | Бронза:                                                  | Час                               |
| Індивідуальна гонка, 20 км Протокол | Хейккі Ікола Фінляндія                                             | 1:13:52.3 (0+2+0+0)         | Микола Круглов СРСР                                                       | +39.0 (0+1+2+0)                   | Еско Сайра Фінляндія                                     | +1:16.5 (0+1+2+0)                 |
| Спринт 10 км Протокол               | Микола Круглов СРСР                                                | 35:27.7 (1+0)               | Олександр Єлізаров СРСР                                                   | +28.5 (1+0)                       | Клаус Зіберт НДР                                         | +59.7 (0+2)                       |
| Естафета 4 x 7,5 км Протокол        | Фінляндія Генрік Фльойт Сімо Халонен Юхані Суутаринен Хейккі Ікола | 1:55:10.6 (0+0) (3+0) (0+0) | СРСР Олександр Ушаков Олександр Єлізаров Олександр Тихонов Микола Круглов | 1:55:36.2 (0+3) (1+1) (0+0) (1+2) | Польща Ян Шпунар Анджей Рапач Людвіг Зієба Войцех Трухан | 1:57:12.2 (0+1) (0+0) (0+0) (0+1) |

## Медальний залік
| Місце | Країна    |   |   |   | Всього |
| ----- | --------- | - | - | - | ------ |
| 1     | Фінляндія | 2 | 0 | 1 | 3      |
| 2     | СРСР      | 1 | 3 | 0 | 4      |
| 3     | НДР       | 0 | 0 | 1 | 1      |
| 3     | Польща    | 0 | 0 | 1 | 1      |